# Gilles Ier Aycelin de Montaigut
Pour les articles homonymes, voir Montaigut.
Il a existé un autre Gilles Aycelin de Montaigut, au XIVe siècle.
Gilles Ier Aycelin de Montaigut est un prélat célèbre du XIIIe siècle.

## Famille
Né sans doute en 1252, il est baptisé dans la chapelle Saint-Michel de Mauzun. Il est le fils de Pierre II Aycelin de Montaigu vivant à Paris en 1280 avec Adélaïde Flotte, elle-même fille d’un damoiseau d’Auvergne et se qualifiant de seigneur de Broussolière ou Bressolie, sœur de Pierre Flote, chancelier de France.

## Biographie
Il ne se destinait probablement pas à la carrière ecclésiastique et aurait fait des études de droit à Montpellier. Il fut protégé par Guy de la Tour évêque de Clermont, dont il est prévôt à partir de 1285. Cette même année, il devient chanoine de Narbonne et possède en 1289 des prébendes à Rouen, Bayeux, Le Puy, Billom et Orcival ainsi que trois prieurés. Ayant participé en 1288 à une mission pour le roi de France à Rome, il fut nommé en novembre 1290 archevêque de Narbonne par le pape, avant d'avoir été ordonné prêtre le 27 mars 1291 à Naves (Corrèze) par Simon de Beaulieu, archevêque de Bourges. Il partit pour l'Italie afin de recevoir le pallium et fut sacré à Orvieto le 23 mai avec l’assistance de son frère.
Clerc de l'hôtel du roi à partir de 1285, il fait partie des conseillers les plus influents de la cour et envoyé en ambassade par le roi à Rome, en Angleterre, en Lorraine. Il seconde le chancelier Pierre Flotte dès 1293.
À Narbonne, il fit construire de 1290 à 1311 le donjon du palais des archevêques qui existe toujours. En 1299, il convoqua à  Béziers un concile provincial dont les actes ont été publiés par Dom Martène. En 1308, il fonde une collégiale de treize chanoines dans l'église de Châteldon, avec autorisation du pape. Il se prononça pour Philippe le Bel dans les démêlés que ce roi eut à soutenir contre le pape Boniface VIII, déclara que ce pontife était déchu, et interjeta appel de sa sentence au futur concile. Plus tard, il fut l'un des commissaires nommés (8 août 1309) pour examiner la conduite des templiers, et ouvrit l'avis que ces derniers ne fussent point entendus dans leur défense; son zèle fut récompensé par le poste de chancelier de France en 1310, qu'il tient quelques mois.
Le 5 mai 1311, il est transféré par le pape Clément V du siège de Narbonne à celui de Rouen, où il fait son entrée le 29 août 1312 et où il resta jusqu'à sa mort. 
Il avait fondé en 1314 le collège de Montaigu, destiné à la fondation de bourses pour les écoliers, qui a longtemps porté son nom à Paris et lui légua une partie de ses biens. Il rédigea son testament à Châteldon le 13 décembre 1314. Il donne à son neveu Gilles la forteresse de Châteldon et d'autres biens donnés par le roi à Puy-Guillaume et Paslières. Il fait également de nombreuses donations et legs à des couvents et institutions religieuses. Il meurt le 23 juin 1318 à Avignon où il pratiquait comme prélat la chasse aux bénéfices ecclésiastiques et en obtint même en une seule journée vingt-trois qui étaient devenus vacants. Il fut inhumé le 17 août en l’Église Saint-Cerneuf de Billom dans laquelle se trouve son enfeu classé en 1862. Ses frères et sœurs, oncle et grand-oncle sont inhumés dans le même tombeau, dans le mur latéral de la chapelle.
D’après François Duchesne, sa statue se serait trouvée sur la tour droite de la porte des tours à Domme avec celle de Philippe le Bel.

## Héraldique
Ses armes sont: de sable, à trois têtes de lions arrachées d'or, lampassées de gueules.